# Coryanthes mastersiana
Coryanthes mastersiana är en orkidéart som beskrevs av Friedrich Carl Lehmann. Coryanthes mastersiana ingår i släktet Coryanthes, och familjen orkidéer. Inga underarter finns listade i Catalogue of Life.

## Bildgalleri

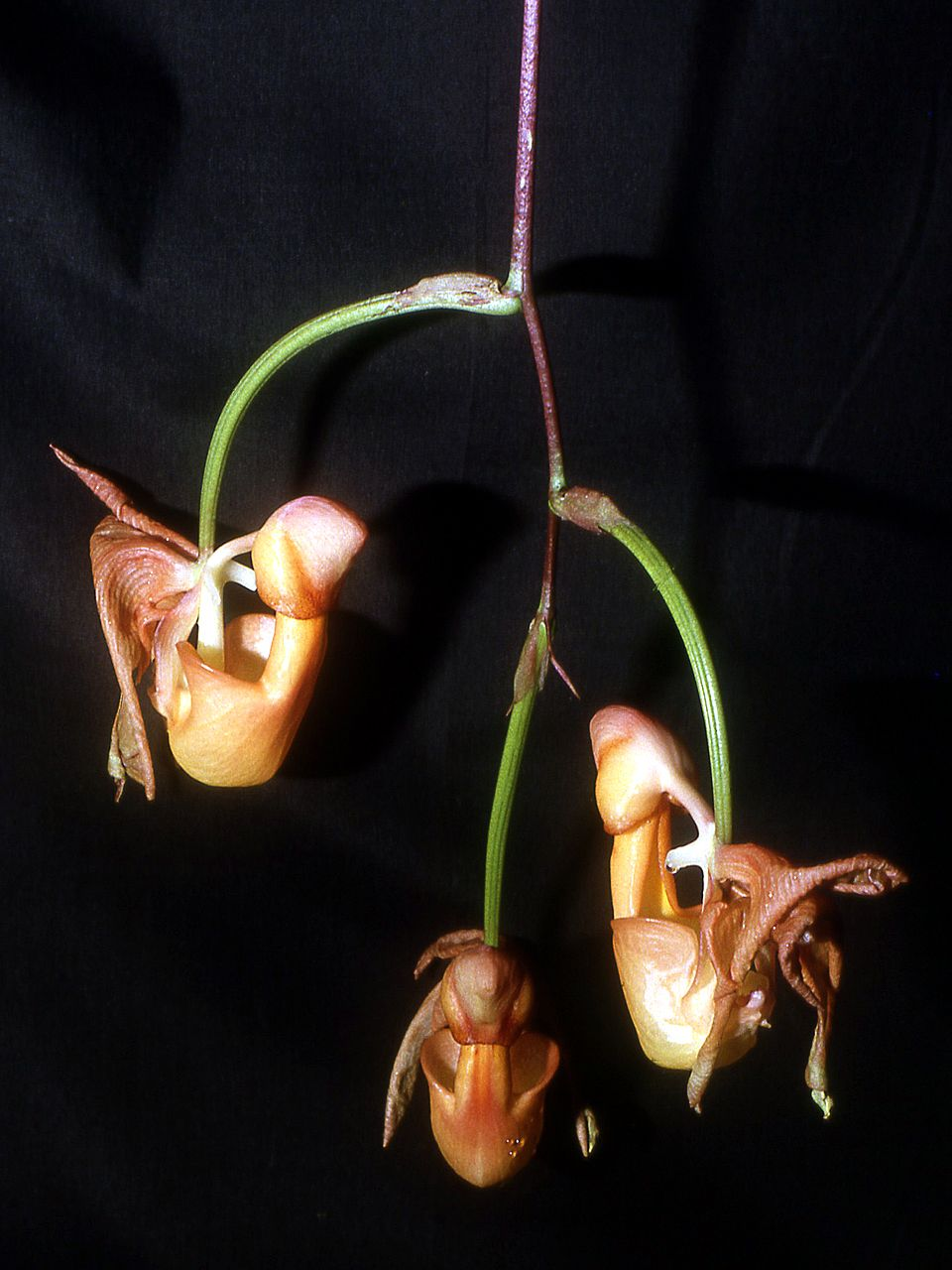